# Земные и небесные приключения
«Земные и небесные приключения» — советский детский художественный фильм, поставленный по сценарию Юрия Пархоменко на киностудии имени А. Довженко в 1974 году режиссером Игорем Ветровым.

## Сюжет
Комсорг 9 «Б» класса Галя предлагает одноклассникам во время летних каникул поехать в деревню, где находится заброшенный планеродром.  Почти все ребята поддерживают Галю. Они мечтают своими руками построить планер и летать на нем. Стас высмеивает эту идею. У него есть сторонники. Стас с друзьями едут в деревню, чтобы отдохнуть. Они загорают,  купаются, катаются на мотоциклах. Стас знакомится с Таней, девочкой из соседней деревни. Она ему очень понравилась. Но Таня мечтает о небе. Ей хочется, чтобы Галя с друзьями приняли ее в свою компанию. Отец Гали, летчик Николай Степанович, случайно узнает об увлечении ребят. Он понимает, что дети подвергают свою жизнь опасности, им необходима  помощь взрослых. Он обращается к генеральному конструктору авиазавода с просьбой помочь детям организовать планерный кружок. Он готов стать инструктором. Руководство авиазавода идет навстречу школьникам, обещает предоставить необходимое оборудование. Николай Степанович собирает всех ребят и говорит: «В жизни должна быть большая цель. У меня это небо.  Ничего прекраснее я не знаю и не стыжусь высоких слов». Он рассказывает о создании планерного кружка и предлагает ребятам стать его членами. Условия – режим, учеба, проживание на территории планеродрома в палатках. Все ребята соглашаются. Стас остается в одиночестве. Дети строят планер, летают на нем. Стас понимает, что любое серьезное дело можно делать только сообща, просит у ребят прощение. Они принимают его в свой коллектив.

## В ролях
- Елена Плюйко — Галя, комсорг 9 «Б» класса
- Анатолий Матешко — Стас
- Елизавета Дедова — Таня
- Валерий Провоторов — Алёша
- Сергей Грандо — Боря
- Сергей Маслобойщиков — Рома
- Александр Дудого — Саша
- Лидия Иващенко —  Лида
- Михаил Глузский — Семен Иванович Жук
- Лаймонас Норейка — Николай Степанович, отец Гали
- Глеб Стриженов — отец Стаса
- Галина Долгозвяга — мать Гали
- Николай Лебедев — генеральный конструктор

## Съёмочная группа
- Режиссёр — Игорь Ветров
- Сценарист — Юрий Пархоменко
- Оператор — Александр Пищиков
- Композитор — Иван Карабиц
- Художник постановщик  — Петр Максименко